# Karel Zeman
Karel Zeman (Ostroměř, 3 november 1910 – Gottwaldov, 5 april 1989) was een Tsjecho-Slowaaks filmregisseur.

## Levensloop
Karel Zeman wordt beschouwd als grondlegger van de Tsjecho-Slowaakse animatiefilm. Aanvankelijk werkte hij als decorontwerper in een reclamestudio. Daar leerde hij het medium tekenfilm kennen. Destijds creëerde hij ook de populaire stripfiguur „Mijnheer Prokouk”. Vanaf 1945 maakte hij zelf tekenfilms. Als zijn bekendste film geldt Vynález zkázy (1958). In zijn animatiefilms gebruikte Zeman voor die tijd revolutionaire stop-motiontechnieken.

## Filmografie (selectie)
- 1952: Poklad Ptačího ostrova
- 1955: Cesta do pravěku
- 1958: Vynález zkázy
- 1961: Baron Prášil
- 1964: Bláznova kronika
- 1967: Ukradená vzducholoď
- 1970: Na kometě
- 1974: Pohádky tisíce a jedné noci
- 1977: Čarodějův učeň
- 1980: Pohádka o Honzíkovi a Mařence